# Liste der Kulturdenkmäler in Engelstadt
In der Liste der Kulturdenkmäler in Engelstadt sind alle Kulturdenkmäler der rheinland-pfälzischen Ortsgemeinde Engelstadt aufgeführt. Grundlage ist die Denkmalliste des Landes Rheinland-Pfalz (Stand: 3. April 2024).

## Einzeldenkmäler
| Bezeichnung                         | Lage                                                  | Baujahr                                | Beschreibung | Bild                           |
| ----------------------------------- | ----------------------------------------------------- | -------------------------------------- | --- | ------------------------------ |
| Brunnen                             | Hauptstraße, bei Nr. 3 Lage                           | 1863                                   | Dorfbrunnen, bezeichnet 1863 | weitere Bilder Fotos hochladen |
| Wohnhaus                            | Hauptstraße 11 Lage                                   | um 1600                                | Fachwerkhaus, teilweise massiv, wohl um 1600, im 18. Jahrhundert barock überformt                                                                                   | Fotos hochladen                |
| Spolie                              | Hauptstraße, an Nr. 13 Lage                           | 1605                                   | Scheitelstein, bezeichnet 1605 | BW                             |
| Wohnhaus                            | Hauptstraße 19 Lage                                   | 1766                                   | barocker Mansardwalmdachbau, Fachwerk verkleidet, bezeichnet 1766                                                                                                   | Fotos hochladen                |
| Evangelische Pfarrkirche Engelstadt | Kirchgasse 2 Lage                                     | spätes 11. oder frühes 12. Jahrhundert | romanischer Westturm, spätes 11. oder frühes 12. Jahrhundert; spätgotischer Saalbau, wohl um 1500, im 18. Jahrhundert barock überformt                              | weitere Bilder Fotos hochladen |
| Kriegerdenkmäler                    | Kirchgasse, bei Nr. 2 Lage                            | ab 1874                                | an der Kirche Kriegerdenkmal 1870/71, reliefierter Obelisk, bezeichnet 1874; südöstlich der Kirche Kriegerdenkmal 1914/18, neuklassizistisch mit Bronzerelief, 1927 | weitere Bilder Fotos hochladen |
| Hofanlage                           | Schillerstraße 3 Lage                                 | 18. und 19. Jahrhundert                | Vierseithof, 18. und 19. Jahrhundert; spätbarockes Fachwerkhaus, bezeichnet 1793, stattliche Wirtschaftsgebäude, spätes 19. Jahrhundert                             | Fotos hochladen                |
| Wasserbehälter                      | südwestlich oberhalb des Ortes; Flur Am Kehrborn Lage | 1905                                   | historisierender Jugendstiltypenbau, bezeichnet 1905 | weitere Bilder Fotos hochladen |
| Wasserbehälter                      | westlich des Ortes; Flur Dreigewann Lage              | 1905                                   | historisierender Jugendstiltypenbau, 1905 | weitere Bilder Fotos hochladen |

## Ehemalige Kulturdenkmäler
| Bezeichnung | Lage                | Baujahr         | Beschreibung | Bild            |
| ----------- | ------------------- | --------------- | --- | --------------- |
| Wohnhaus    | Hauptstraße 22 Lage | 17. Jahrhundert | barockes Fachwerkhaus, teilweise massiv, wohl aus dem 17. Jahrhundert, Toranlage bezeichnet 1837; aus Denkmalliste gelöscht und durch Neubau ersetzt | Fotos hochladen |